# Шредеризація

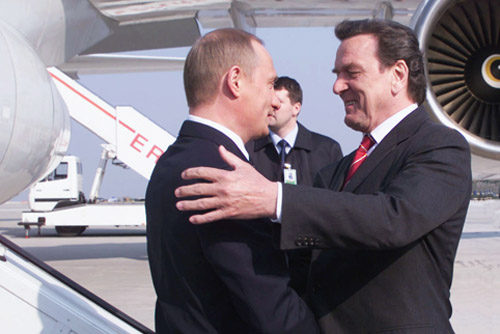
Володимир Путін і Герхард Шредер, 2002 рік

«Шредериза́ція» елі́т — особиста зацікавленість деяких європейських політиків у потеплінні відносин з Росією. Це явище економічно стимулюється керівництвом Росії і є інструментом впливу Росії на світову політику та економіку.
Явище назване на ім'я Герхарда Шредера, німецького політика, лідера СДПН (колишній голова партії), федерального канцлера ФРН з 27 жовтня 1998 року до 22 листопада 2005 року, який згодом очолив раду директорів компанії Nord Stream 2 AG, створену для спорудження системи транспортування газу Північний потік — 2. Він же керував консорціумом з будівництва першого Північного потоку, у якому його місячна зарплата становила 250 тис. євро.